# Љ
Љ, љ (en cursiva Љ, љ) és una lligadura de les lletres ciríl·liques Л i Ь. S'empra en els alfabets ciríl·lic serbi i macedònic per representar la consonant palatal lateral [ʎ] (palla). Fou inventada per Vuk Stefanović Karadžić. En els alfabets llatí serbi i croat es representa amb el dígraf lj.